# 青野慶久
青野 慶久（あおの よしひさ、戸籍名：西端 慶久〈にしばた よしひさ〉、1971年〈昭和46年〉6月26日 - ）は、日本の実業家。サイボウズ代表取締役社長である。

## 経歴
埼玉県浦和市（現:さいたま市浦和区）生まれ、愛媛県 越智郡玉川町（現:今治市）育ち。父親は筑波宇宙センターにも派遣されたことがある警察の通信技術者で、全国各地の県警に転勤を繰り返していた。1971年に転勤先の埼玉県浦和市で生まれ、岡山県、松山市などを転々とした後、8歳のときに父親が単身赴任となり、愛媛県今治市の近郊にある父親の実家で18歳まで過ごした。父親は愛媛県、母親は香川県出身。

愛媛県立今治西高等学校、大阪大学工学部卒業後、松下電工でBA・セキュリティシステム事業部営業企画部に勤務。1997年に同僚2人とサイボウズを愛媛県松山市で設立。取締役副社長としてマーケティングを担当し、ウェブグループウェア市場の開拓に尽力した。のちに「サイボウズ デヂエ（旧DBメーカー）」「サイボウズ ガルーン」など新商品のプロダクトマネージャーとしてビジネスを立ち上げ、事業企画室担当、海外事業担当を務めた。2005年から代表取締役社長を務める。

### 戸籍名と夫婦別姓訴訟
2001年に結婚し、配偶者の姓を選択して戸籍の氏を『西端』としたが、旧姓を通称として用いる。
選択的夫婦別姓制度導入に賛同し、ブログで「社長になり、本名で書かなければならない公式書類が増えたので、誤解されないように、最近は本名が西端であることを併記しております。日本では夫婦別姓が認められておりませんので、婚姻届を出すときに、どちらかの姓に合わせなければなりません。名字を変えるのはたいへんです。世の女性の苦しみがわかります。早く夫婦別姓が認められるようになることを期待しています。」と記す。
2018年1月9日に、日本人と外国人の結婚は同姓か別姓を選択可能だが、日本人同士の結婚では氏を選択できないことは「法の下の平等」を定めた日本国憲法に違反するとして、日本国政府に対して提訴した。法律婚した男性による夫婦別姓について初めての訴訟となる。2021年6月28日に敗訴した。同年の第49回衆議院議員総選挙で、選択的夫婦別姓や同性婚を認めない候補者について落選運動した。

## エピソード・発言
- 自ら育児休暇を取得した[13]。
- 働き方は「均一化した、単一的な、一律的なもの」から、「多様な、柔軟性の高いもの」へ移行するべき、「価値観も多様な方向に切り替えていくことが、働き方改革の本質」[1]である。「働き方改革を進めることで、異なるモチベーションを引き出すことができる」[14]。「残業時間を減らすなどのワークライフバランスの推進は、女性だけでなく男性も含めて日本全体が、本気で取り組まなければならない問題」[15]。
- 「100人いれば100通りの人事制度があっていい」[16]。

## 書籍

### 著書
- 『ちょいデキ！』（2007年9月21日、文藝春秋 文春新書）ISBN 978-4166605910 ※電子書籍でも発行済
- 『チームのことだけ、考えた。 サイボウズはどのようにして「100人100通り」の働き方ができる会社になったか』（2015年12月1日、ダイヤモンド社）ISBN 978-4478068410 ※電子書籍でも発行済
- 『会社というモンスターが、僕たちを不幸にしているのかもしれない。』（2018年3月1日、PHP研究所）ISBN 978-4569837260
- 『「選択的」夫婦別姓 IT経営者が裁判を起こし、考えたこと』（2021年11月20日、ポプラ社 ポプラ新書）ISBN 9784591171165
- 『選択的夫婦別姓は、なぜ実現しないのか？ 日本のジェンダー平等と政治』（編者:ジェンダー法政策研究所 辻村みよ子 大山礼子 青野慶久 ほか）（2022年12月19日、花伝社/共栄書房）ISBN 9784763420428

### 監修
- 『「わがまま」がチームを強くする。』（著者:サイボウズチームワーク総研、監修:青野慶久）（2020年5月20日、朝日新聞出版）ISBN 9784023318700

## 出演
- 日経スペシャル カンブリア宮殿 社員の「わがまま」とことん聞いて業績アップ!? ブラック企業から大変身！コロナ禍で在宅100％（2020年7月2日、テレビ東京）[17]
- ポリタスTV（YouTube、2021年10月21日）
- デモクラシータイムス（YouTube、2024年4月28日）